# Galvanizálás
A galvanizálás az elektrolízis egy formája, elektrokémiai folyamat, amikor elektromos áram (egyenáram) hatására az oldatból/olvadékból az elektródán fém válik ki.

## Használata
A galvanizálás – elektrolitikus úton történő – tömör és sima fémbevonatok előállítása, a bevonó fém ionjait tartalmazó oldatból, „fürdőből”. Legtöbbször fémet vonnak be vékony fémréteggel, ritkábban műanyagot. 
Galvanizálással a katódnak (negatív pólus) kapcsolt fém alkatrész felületére - külső áramforrás segítségével - a bevonó fém ionjait tartalmazó elektrolitból, fémbevonatot választanak le. A pozitív pólus - az anód - legtöbbször oldódó és a bevonó fémből van.
Felületek aranyozására a galvanizálás elterjedése előtt a tűzi aranyozást – tűzihorganyzás – használták, ami úgy történt, hogy az aranyból amalgámot készítettek, ezt vitték fel az aranyozandó tárgyra, és a higanyt elpárologtatták.
A galvanizálást manapság díszítésre, korrózióvédelemre, forraszthatóság javítására, felületkeményítésre (súrlódás csökkentése érdekében), (elektromos) vezetőképesség javítás érdekében és árnyékolásra használják.